# L'Orgueil de la faute
Pour plus de détails, voir Fiche technique et Distribution.
L'Orgueil de la faute (titre original : The Woman Thou Gavest Me) est un film américain réalisé par Hugh Ford et sorti en 1919, d'après un roman de Hall Caine paru en 1913.

## Fiche technique
- Titre original : The Woman Thou Gavest Me
- Titre français : L'Orgueil de la faute
- Réalisation : Hugh Ford
- Scénario : Beulah Marie Dix d'après The Woman Thou Gavest Me de Hall Caine
- Production : Famous Players-Lasky Corporation
- Distribution : Paramount
- Format : Noir et blanc — 35 mm — 1,33:1 — Son : Mono
- Genre : Film dramatique
- Durée : 60 minutes
- Date de sortie : 8 juin 1919

## Distribution
- Fritzi Brunette : Alma

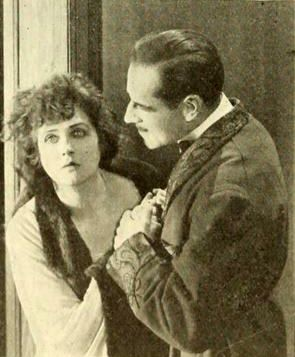
Katherine MacDonald et Jack Holt dans une scène du film

- Katherine Griffith : Tante Bridget
- Jack Holt : Lord Raa
- Katherine MacDonald : Mary MacNeill
- Theodore Roberts : Daniel MacNeill
- Milton Sills : Conrad